# Rio Găunoşiţa
O Rio Găunoşiţa é um rio da Romênia, afluente do Găunoasa, localizado no distrito de Braşov.